# Vietnam na Letních olympijských hrách 2000
Vietnam se účastnil Letní olympiády 2000 ve čtyřech sportech a zastupovalo jej 7 sportovců (3 mužů a 4 ženy). Byla to třináctá účast Vietnamu na LOH.

## Medailisté
| Medaile | Jméno          | Sport     | Disciplína    |
| ------- | -------------- | --------- | ------------- |
| Stříbro | Trần Hiếu Ngân | Taekwondo | ženy do 57 kg |

## Seznam všech zúčastněných sportovců
| Číslo | Jméno               | Pohlaví | Věk | Sport             |
| ----- | ------------------- | ------- | --- | ----------------- |
| 1     | Lương Tích Thiện    | Muž     | 24  | Atletika          |
| 2     | Vũ Bích Hương       | Žena    | 30  | Atletika          |
| 3     | Nguyễn Ngọc Anh     | Muž     | 18  | Plavání           |
| 4     | Nguyễn Thị Hương    | Žena    | 18  | Plavání           |
| 5     | Nguyễn Trung Hiếu   | Muž     | 20  | Sportovní střelba |
| 6     | Trần Hiếu Ngân      | Žena    | 26  | Taekwondo         |
| 7     | Nguyễn Thị Xuân Mai | Žena    | 21  | Taekwondo         |